# Paratomoxia
Paratomoxia là một chi bọ cánh cứng trong họ Mordellidae.
Chi này được miêu tả khoa học năm 1950 bởi Ermisch.

## Các loài
Chi này gồm các loài:
- Paratomoxia agathae Batten, 1990
- Paratomoxia auroscutellata Ermisch, 1950
- Paratomoxia biplagiata (Ermisch, 1949)
- Paratomoxia crux (Kôno, 1928)
- Paratomoxia hieroglyphica Ermisch, 1952
- Paratomoxia maynei (Pic, 1931)
- Paratomoxia nipponica (Kôno, 1928)
- Paratomoxia pulchella (Ermisch, 1949)
- Paratomoxia scutellata (Kôno, 1928)
- Paratomoxia straeleni Ermisch, 1950
- Paratomoxia testaceiventris (Pic, 1931)